# Equip Realitat
L'Equip realitat va ser un grup d'artistes plàstics format per Joan Cardells (València, 1948-2019) i Jordi Ballester (València, 1941-2014). Creat el 1966, es va mantenir actiu fins al 1976, després de l'inici de la Transició espanyola. Van formar part del corrent valencià Crònica de la Realitat, un moviment de figuració crítica i d'estètica pop que es va desenvolupar durant els anys seixanta, i que va tenir en el crític d'art Vicente Aguilera Cerni el seu principal teòric.

## Trajectòria
La seva trajectòria artística va destacar per estar compromesa amb la situació social, política, econòmica i cultural de l'Espanya pre-democràtica. Van aplicar la filosofia marxista a les seves obres, en les quals tractaven temes com el consumisme, l'opressió política, els falsos convencionalismes dels mitjans de comunicació de masses, la funció de l'art o el paper de la dona en la societat. Tot això representat amb una important càrrega satírica i de denúncia al règim franquista i amb una visió antimercat, ja que la seva meta no era el reconeixement aliè. El distintiu a l'hora de realitzar la seva obra sempre va ser “El que ens interessa no és la realitat sinó la seva imatge”.
Els integrants de l'Equip Realitat es van conèixer a l'Escola de Belles arts de València el 1964, on ja van destacar per mostrar interès en l'àmbit sociopolític. A través de la Universitat van conèixer als artistes agrupats a l'Estampa Popular de València i als precursors del corrent pictòric “Crònica de la Realitat”, que acabaria dividint-se en “Equip Crònica” i “Equip Realitat”. Tot i que el grup en si ja s'havia format en 1965, no van començar la seva trajectòria artística fins al 1966, amb el quadre “L'enterrament de l'estudiant Orgaz”.
En aquesta primera etapa a part dels quadres que van pintar també van realitzar molts cartells i portades per a revistes. Van destacar per la seva pintura iconoclasta, la seva estètica pop i els seus consegüents colors vibrants, per la intenció de provocació a partir d'una imatge directa i un sentit de l'humor sarcàstic.
Arran de dos viatges a París, en els quals van conèixer noves tendències, un any de treball a Milà, i un altre any de transició en el qual es van replantejar la seva producció artística, van decidir tornar novament al mercat, en 1972, quan van signar un contracte amb la Galeria Punto de València, que els va permetre aconseguir estabilitat econòmica.
En la renovadora etapa, es van plantejar donar a les imatges més potencial informatiu i no caure en la sàtira indiscriminada. Es va tornar per tant una obra més subtil, en part a causa del canvi de l'acrílic i els colors plans, de l'etapa inicial, per l'oli i els degradats. Van començar a treballar també a partir de sèries de les quals quals destaquen: “Hogar dulce hogar”, “De l'antic i vestidures”, “Retrat del retrat d'un retrat” i “Quadres d'història”.
El 1976, Joan Cardells va abandonar l'Equip Realitat. Jordi Ballester va intentar continuar treballant després del mateix nom i es va unir al fotògraf Enrique Carrazoni, encara que aquesta unió només va durar un any. Ballester va continuar pintant alguns quadres signant com Jordi Ballester/Equip Realitat, però en 1978 va deixar d'afegir definitivament “Equip Realitat” en la seva signatura.
Van realitzar més de 100 exposicions, tant col·lectives com a individuals. La majoria d'obres exposades estan a Espanya, destacant les 3 obres que exposa el Museu Reina Sofia, i la important compilació de quadres que posseeix l'IVAM. El 2015 l'IVAM va organitzar una mostra sobre l'oposició al franquisme dels moviments artístics valencians.